# Römisches Forum Lahnau-Waldgirmes

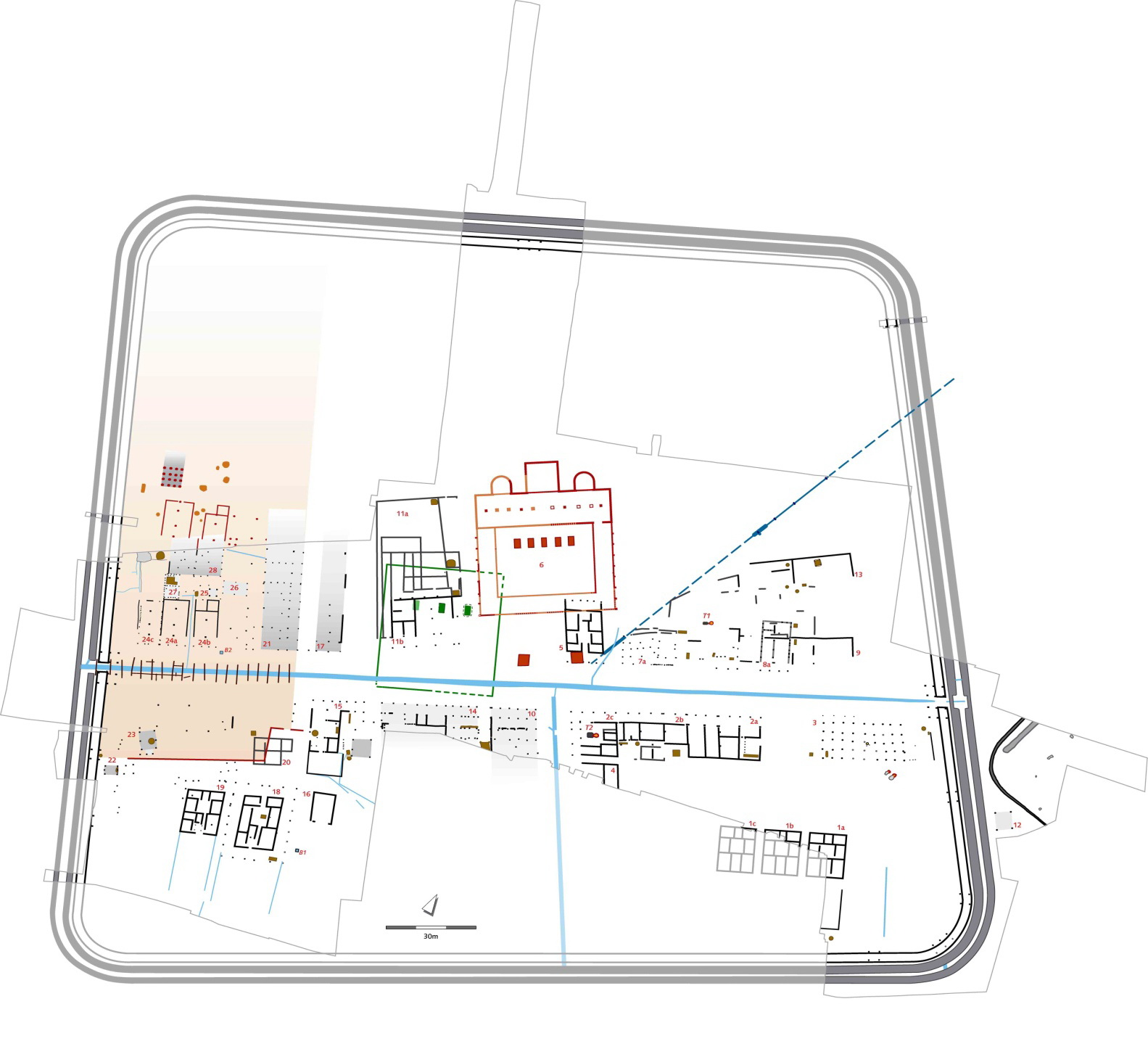
Gesamtplan Grabung „Römisches Forum Waldgirmes“, Stand 2009

Als Römisches Forum Lahnau-Waldgirmes wird ein ehemaliger befestigter Handelsplatz des Römischen Reiches bezeichnet, der am Rande der heutigen Ortschaft Waldgirmes in der Gemeinde Lahnau an der Lahn in Mittelhessen gelegen ist. Die Reste der Anlage sind der früheste Beleg für Steinmauern in der Germania magna.

Waldgirmes wurde wahrscheinlich von Drusus (Feldzüge des Drusus) gegründet. Es war ca. 100 km südöstlich von Colonia gelegen.

Es handelt sich um Reste einer der Städte und Marktzentren östlich des Rheines und nördlich der Donau, die in der Antike von den Römern offenbar planmäßig und auf Zuwachs angelegt und gegründet wurden. Das Ziel war mutmaßlich, Orte zu schaffen, die sich langfristig zu römisch-germanischen Bevölkerungszentren entwickeln würden, ihr Entstehen wird auf mindestens 4 v. Chr. bis 9 n. Chr. datiert Linksrheinisch verlief die Römische Rheintalstraße, eine wichtige römische Straße. Waldgirmes ist aber nie völlig fertiggestellt worden. Da es keinerlei schriftliche Überlieferungen dafür gibt und am Ort auch keine Inschriften gefunden wurden, ist der ursprüngliche Name des Ortes nicht bekannt.

## Befundsituation und Fundaufkommen

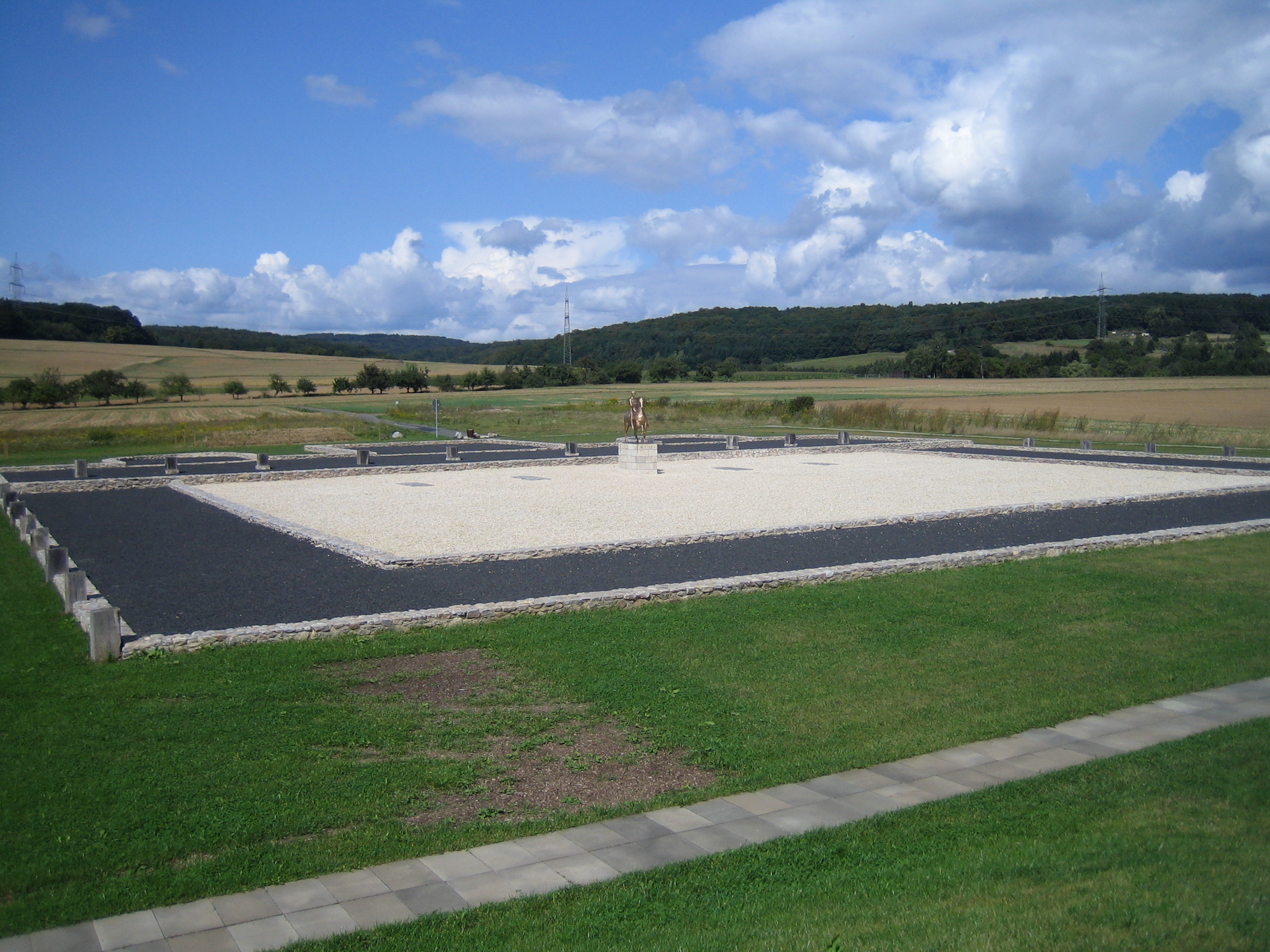
Nachgebauter Grundriss des römischen Forums von Lahnau-Waldgirmes

Das Gelände nordwestlich von Waldgirmes, unmittelbar an der östlichen Stadtgrenze von Wetzlar, wird seit 1993 archäologisch untersucht. Unter den gefundenen Resten dieser Siedlung befand sich ein prächtiges römisches Forum, an dem ein Hauptgebäude (Basilika) mit zwei Apsiden stand. Weitere Gebäude aus römischem Fachwerk, verputzt und bemalt, mit Holzschindeln gedeckt und auf steinernem Fundament errichtet, wurden gefunden.
Die Anlage war von einer mit Erdaushub verfüllten hölzernen Palisade umgeben, davor mit einem zweifachen Graben versehen und durch drei Tore erschlossen; an der Stelle des Nordtores stand ein Turm. Sie ähnelte damit von außen einem römischen Militärlager, innen war sie jedoch ein ziviler, städtisch geprägter Handelsplatz mit Markt, zwei kreuzenden Straßen mit in der Mitte laufenden Gräben für Abwasser oder Brauchwasser, Remisen, Speichern, Tavernen und Häusern mit Laubengängen.
Bis zum Jahr 2009 wurden insgesamt 24 Hausgrundrisse sowie zwei Brunnen (sechs und elf Meter tief) freigelegt. Ein Tempel wurde nicht gefunden, was vielleicht aus der kurzen Siedlungszeit erklärbar ist, denn sonst ähnelte alles einer gehobenen römischen Siedlungsanlage; nichts erinnert an germanische Bauten. Zwei Gebäude im Westen des Geländes haben militärischen Charakter und wurden wohl während der Gründungsphase von einer militärischen Schutztruppe genutzt. Es ist anzunehmen, dass diese militärische Besatzung nicht während der gesamten Besiedlungsdauer vor Ort war. Zeitlich nicht genau zu datieren sind die Spuren eines temporären Lagers im Osten der Anlage. Es kann vor der Gründungsphase angelegt worden sein und damit im Zusammenhang stehen oder es datiert in die Zeit nach der Aufgabe der Siedlung.

## Fundstücke

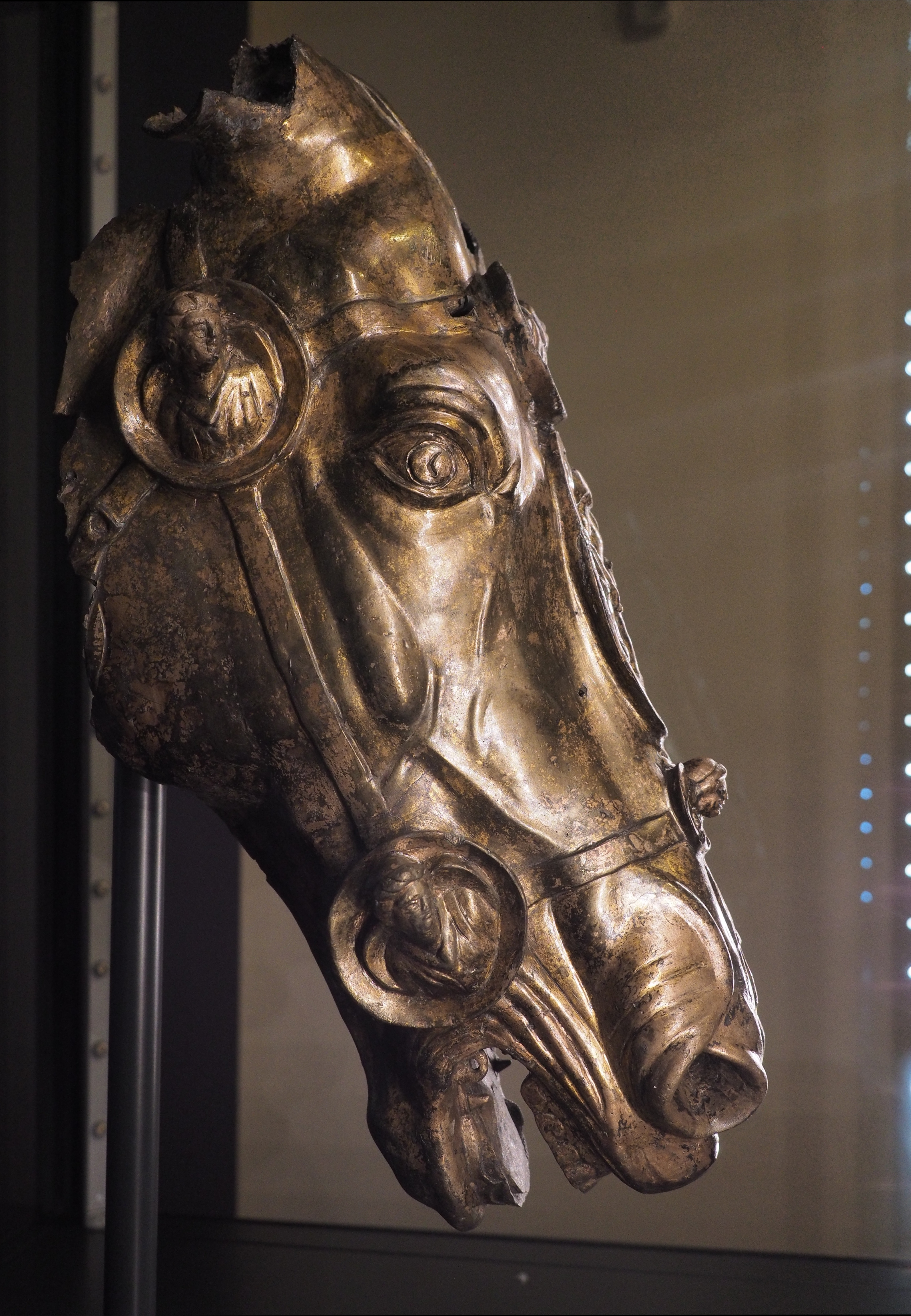
Der Pferdekopf von Waldgirmes nach der Restaurierung (2018)

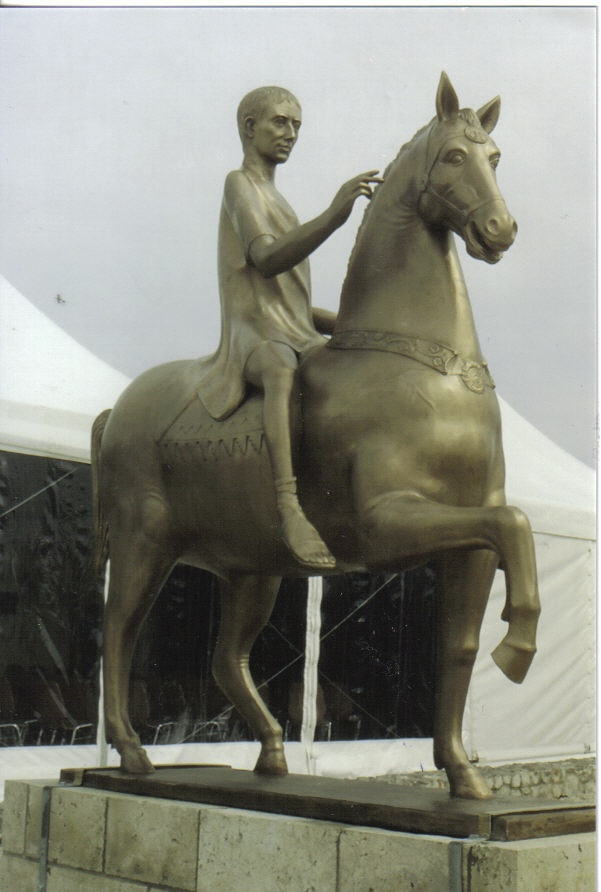
Standbild des Kaisers Augustus, Nachbildung

Der größte und wohl auch international herausragende Fund unter den weit über die benachbarten Gebiete und germanischen Siedlungen verstreuten 200 Sammelstücken ist der archäologisch einmalige Fund des Pferdekopfes eines lebensgroßen Reiterstandbilds aus vergoldeter Bronze, der im Jahr 2009 in dem elf Meter tiefen Brunnen gemacht wurde; es stellt vermutlich den römischen Kaiser Augustus zu Pferde dar.
Dieses Standbild, von dem schon vorher weitere Kleinteile gefunden worden waren, wurde von dem Künstler Heinrich Janke nachgeformt, wobei er allerdings Augustus nicht in Kaiser- oder Feldherrenpose darstellte, sondern als jungen, zivil gekleideten Mann, was beim verlorenen Original zweifellos nicht der Fall war. Die Nachbildung wurde der Reiterstatue Mark Aurels in Rom nachempfunden. Anlässlich der Römertage 2009 zum Gedenken an die 9 n. Chr. erfolgte Varusschlacht fand dieses moderne Kunstwerk seinen Platz auf dem Römischen Forum.
Außerdem enthielt der Siedlungsschutt zahlreiche kostbare Kleinfunde, so eine Glasgemme mit einer Darstellung aus dem Mythos der Niobe, eine Mosaikglasperle mit der Darstellung des Apis, weitere Schmuckstücke und Rohbernstein. Neben römischer Keramik gibt es aber auch zu etwa 20 Prozent einfache, ungedrehte germanische Töpferware. Offenbar wohnten verschiedene Bevölkerungsteile nebeneinander in der Stadt. Münzfunde datieren die Siedlung in die Zeit zwischen 5 vor und 9 nach Christus, dem Jahr der Varusschlacht; es wird angenommen, dass die Siedlung in den Jahren danach aufgegeben wurde.

## Geschichte
Seit Theodor Mommsen nahm man an, dass die Operationen der Römer in Germanien sich auf Erkundungszüge und auf kleinere, temporäre Handelsstationen beschränkten. Allerdings gibt Cassius Dio 56,18,2 an, dass zur Zeit des Publius Quinctilius Varus bereits erste Städte gegründet waren. Eine solche Stadt war offenbar auch Waldgirmes, bestimmt für den Handel mit Germanien sowie zur Versorgung der römischen Truppen. Etwa 8 km entfernt wurde um 20 v. Chr. das keltische Oppidum Dünsberg aufgegeben.
Waldgirmes scheint eine planmäßige Gründung auf grüner Wiese gewesen zu sein. Dendrochronologische Untersuchungen an den Resten eines hölzernen Brunnens ergaben eine Fällung des Baumes im Jahre 4 v. Chr. Die Siedlung dürfte also schon um diese Zeit in Bau gewesen sein. Sie lag sehr günstig im Schutz der Hügel auf einem Geländesporn zwischen Längenbach und Metzebach, der in den Fluss Lahn (laugona) ragt, und das römische Gebiet am Rhein (rhenus) war per Schiff schnell zu erreichen. Möglich ist auch – hierfür spricht die Anlage des überdimensionierten Forums im Zentrum der Siedlung – dass die Siedlung als Hauptort einer Civitas geplant war und ihre Anlage in engem Zusammenhang mit der im Rahmen der Augusteischen Germanenkriege geplanten bzw. beginnenden Provinzialisierung Germaniens stand.
In einem Forschungsprojekt zum Atlas der Oikumene des Claudius Ptolemäus wurden dessen Ortsangaben in Germania Magna mathematisch entzerrt, wobei sich ergab, dass der Fundort bei Waldgirmes mit dem von Ptolemäus genannten Mattiacum identifiziert werden könnte. Allerdings waren die Ortsangaben, auf die sich Ptolemäus stützte, ungenau. Die Zuweisung stieß auf Widerspruch seitens der Ausgräber.
Die Stadt blieb aber unfertig, wie weite unbebaute Areale zeigen. Frühestens im Jahr 9 n. Chr. wurde das Reiterstandbild des Kaisers Augustus zerstört und in einem Brunnen entsorgt. Es kam danach aber noch zu Aufräum- oder Baumaßnahmen im Stadtbereich, die Zerstörung der Statue ging also nicht mit dem Ende der römischen Siedlung einher. Dieses kam dann erst ungefähr im Jahr 16 n. Chr., als die Siedlung anscheinend geplant aufgegeben und – wohl von den Römern selbst, also als „Aufräummaßnahme“ – in Brand gesteckt wurde. Dies fällt mit dem Ende der Germanicus-Feldzüge zusammen, als die Römer ihren Plan der Provinzialisierung Germaniens aufgaben.

## Denkmalschutz
Die Fundstelle ist ein Bodendenkmal im Sinne des Hessischen Denkmalschutzgesetzes. Nachforschungen und gezieltes Sammeln von Funden sind genehmigungspflichtig, Zufallsfunde an die Denkmalbehörden zu melden, ansonsten ist der Tatbestand einer Raubgrabung erfüllt.